# 馬斌
馬斌（1973年2月16日—），回族，祖籍甘肃省武威市，生于宁夏回族自治区银川市永宁县，是中国大陆新闻主播，毕业于北京广播学院（现中国传媒大学），曾供职于北京电视台、中国中央电视台和凤凰卫视，在央视在职期间同时担任北京广播学院（现中国传媒大学）播音主持艺术学院老师。现在是花椒直播的主持人，主持《马斌读报》。

## 简历
1973年2月16日出生于宁夏回族自治区银川市永宁县。
1992年进入北京广播学院（现中国传媒大学）播音系，1999年成为该校的研究生。
2000年至2003年，进入北京电视台，担任《特别关注》（现在在北京卫视播出）栏目的新闻主播。
2003年2月，转入中国中央电视台经济频道（现财经频道），主持《前沿》栏目，同年10月成为《第一时间》栏目主持人，因主持该节目中的“读报”环节，很快红透全国。
2009年，马斌因受黑客攻击导致私人照片在网络上曝光，此后离开央视，并于2010年6月21日正式加盟凤凰卫视，主持的第一档节目是《天下被网罗》，此后主持《媒体大摄汇》、《凤凰焦点关注》。2014年10月6日至11日；马斌報導《凤凰子夜快车》，及隨後通霄時段的各節新聞。
2015年6月15日，馬斌在香港粉嶺裁判法院承認管有應課稅品和未有向海關人員申報兩項控罪，在6月4日當日將兩條香煙分別收藏在玩具車盒內及公事包，經羅湖關口走私來港，羅湖管制站被香港海關關員在其攜帶的玩具車盒內檢獲四百零五支香煙，另在其公事包內檢獲二十四支煙，超出法例上限十九支。該批超出法例數量及未有申報的四百零五支煙總值約一千元，理應要課稅七百七十多元。最終被判入獄1個月，緩刑1年並罰款共港幣5,500元，后来马斌被凤凰卫视解雇。
2016年6月20日，马斌开始在花椒直播平台主持《马斌读报》。

## 主持风格
虽然读报节目在全国各地的电视台都有，但在央视就职期间，马斌的读报风格最有特色，一直被凤凰卫视职员关注，很附合凤凰张扬个性的特色。

## 主持节目

### 曾主持节目
- 北京电视台《特别关注》
- 中国中央电视台经济频道《前沿》
- 中国中央电视台经济频道《第一时间》
- 凤凰卫视中文台《锵锵三人行》（代班）
- 凤凰卫视资讯台《天下被网罗》
- 凤凰卫视资讯台《媒体大摄汇》
- 凤凰卫视中文台《凤凰焦点关注》

### 现主持节目
- 花椒直播《马斌读报》

## 家庭
已婚，育有一子，小名为“马上”。